# Greiveldange
Greiveldange är en ort i Luxemburg.   Den ligger i distriktet Grevenmacher, i den sydöstra delen av landet, 17 kilometer öster om huvudstaden Luxemburg. Greiveldange ligger 178 meter över havet och antalet invånare är 630.
Terrängen runt Greiveldange är platt åt nordväst, men åt sydost är den kuperad. Greiveldange ligger nere i en dal.  Runt Greiveldange är det ganska tätbefolkat, med 134 invånare per kvadratkilometer.. Närmaste större samhälle är Luxemburg, 16,8 kilometer väster om Greiveldange. 
Trakten runt Greiveldange består till största delen av jordbruksmark.